# Lidia (comedia elegíaca)
Lidia es una comedia elegíaca latina, escrita en Francia hacia mediados del siglo XII y atribuida generalmente a Arnulfo de Orleans. El tema son las tretas a las que recurre una mujer casada, Lidia, para engañar a su marido y lograr el amor del joven Pirro.

## Texto y transmisión
Lidia es una de las cuatro obras que aparecen en el Codex Vindobonensis 312, un códice datado en la primera mitad del siglo XIII y que se conserva en la Biblioteca Nacional Austríaca. Las otras tres obras son otras tantas comedías elegíacas: Miles gloriosus, de Arnulfo de Orleans; Milo (o De Afra et Milone), de Mateo de Vendôme, y Alda, de Guillermo de Blois.
La comedia, escrita en dísticos elegíacos, consta de 556 versos, y como sus compañeras de género alterna partes narrativas con otras escritas en forma dramática: 326 versos son narrativos y los 240 restantes son diálogos o monólogos. Los personajes que intervienen en ella, aparte del narrador, son la dama Lidia; Lusca, su criada; Pirro, un joven caballero; y el duque Decio, marido de Lidia.

### Fecha y autoría
El prólogo de la obra ha servido como base para las hipótesis sobre su fecha y autoría. En los versos 7-30 se afirma que Lidia es mejor obra que Geta, de Vidal de Blois, y se ataca —sin nombrarlo— a Mateo de Vendôme. Este había criticado a su vez en su Ars versificatoria a Arnulfo de Orleans, por lo que puede pensarse que sea este mismo quien le responda en Lidia. Por lo demás, ambos coincidieron en la ciudad de Orleans, antes de que Mateo, como consecuencia de sus polémicas —según algunos estudiosos—, tuviera que marcharse a París. En contra de esta atribución de autoría juegan las diferencias en la técnica versificatoria entre Lidia y la otra comedia de Arnulfo, Miles gloriosus, la cual resulta más cuidada y más cercana al uso clásico respecto a la primera, lo que podría hacer dudar de que fueran escritas por mano del mismo autor.
Sobre la fecha de composición, si realmente se trata de una respuesta a Ars versificatoria, tuvo que escribirse poco después de esta, que ha sido datada en torno a 1165. Por otra parte, existe una cierta dependencia de Lidia con respecto a Alda, la comedia de Guillermo de Blois, por lo que debe suponerse posterior a esta. Guillermo de Blois la escribió poco antes de 1170.

## Argumento
La comedia se abre con un prólogo en el que el autor manifiesta que quiere denunciar los engaños de las mujeres. Presenta después a Lidia, la mujer del duque Decio; ella está enamorada de Pirro, y para obtener el amor de este primero se sirve de su criada Lusca como celestina. Sin embargo, Pirro se mantiene firme y la misión de Lusca fracasa. Pero Lidia la envía de vuelta a Pirro, añadiendo a sus ruegos la promesa de una recompensa económica. Pirro acepta entonces, aunque impone a Lidia tres condiciones que le demuestren que esta puede engañar fácilmente a su marido: matar el halcón preferido del duque, arrancarle cinco pelos de la barba, y quitarle un diente.
Lidia cumple rápidamente las tres condiciones: estrangula el halcón delante de todos aduciendo que el duque pasa demasiado tiempo en los bosques y alejado de ella; luego le arranca cinco pelos de la barba diciéndole que eran canas, y por último le hace creer que tiene un diente cariado que le provoca un aliento pestilente, y se lo quita con la ayuda de Lusca y Pirro. Cumplidas las tres pruebas, este accede a los deseos de Lidia.
Para cumplir su propósito, ella idea a costa del duque una treta aún mayor que las anteriores. Se hace acompañar por los dos hombres en un paseo por un huerto de frutales, y los tres se acomodan bajo un peral. Entonces ella le pide a Pirro que suba al árbol y le traiga alguna pera. Una vez arriba, Pirro finge indignarse ante la escena que refiere estar viendo: a marido y mujer abandonados en una unión sexual sin que parezca importarles su presencia. Decio, que naturalmente no ha movido un dedo, queda maravillado ante las protestas de Pirro. Lidia avanza la hipótesis de que se trate de un encantamiento del árbol, por lo que propone a Decio que suba él mismo y lo compruebe. Cuando Decio sube, Lidia y Pirro consuman el adulterio ente sus ojos, pero apenas baja a tierra los dos amantes ya están separados y con los vestidos en orden, como si nada hubiera sucedido. Así, todos concuerdan en que se trata de un árbol encantado, y el duque, a solicitud de su mujer, manda talarlo.

## Misoginia
Como en buena parte de las otras comedias elegíacas, destaca en Lidia la misoginia que connota la presentación del personaje femenino. Lidia es descrita como una persona lujuriosa, astuta y dispuesta a todo para satisfacer sus deseos. Después de fracasar en su primer intento con Pirro, la criada Lusca se entretiene en un monólogo que ilustra esta concepción negativa de las mujeres. Jugando con el nombre Decius, llega a afirmar que a su señora no bastarían ni siquiera diez hombres: 
| Femina fit demens solaque libidine fortis audet et aggreditur, temptat agitque nefas. Hec furit, hec gannit, hec gestit et, usa lepore, subtus agit leporem, dum salit ipse pudor O faciles mores! Uni non sufficit unus; isti nec Decius nec puto posse decem Omnes sunt tales —nec somnio—: nulla veretur, nulla timet, nulla denegat, immo petit. Non habet ulla modum nec in omnibus una modesta: illud quando movet, est modus absque modo Turpis formosa, trux mitis, dives egena, sulcat arat vellit quassat aduncat hiat. Parva puella suos preludens sincopat annos; inmemor etatis frigida fervet anus. Pruritum scit queque suum sudatque lacuna Ómnibus. Ha pudor est scire pudoris opus! Miror, et est mirum: quod habet non curat habere femina; cui res est maxima, parva placet. Hec grosso gracilem preponit, et, o pudor, illa usa diu longo captat habere brevem. Lidia sic didicit, Decio servire parata, ut probet arte viri quemlibet esse virum. Femina vile forum de se facit; haud pudet ullam. omnibus est una Lidia, nulla tamen.—Lidia, vv. 97-120 |

## Influencia
Lidia fue el modelo que tuvo ante sí Giovanni Boccaccio para una novella o cuento del Decamerón, la novena de la séptima jornada, donde el autor emplea incluso los mismos nombres de Lidia, Lusca y Pirro, aunque cambia el de Decio por Nicostrato.
Se pueden rastrear asimismo algunos aspectos de Lidia en «The Merchant's Tale», uno de los Cuentos de Canterbury de Geoffrey Chaucer.